# Estádio Ernesto Schlemm Sobrinho
O Estádio Ernesto Schlemm Sobrinho, popularmente conhecido como Ernestão, é um estádio de futebol brasileiro, situado na cidade de Joinville, no estado de Santa Catarina.
O primeiro jogo foi entre Caxias Futebol Clube e Coritiba Foot Ball Club o jogo terminou 3x1 para o time local, "no dia seguinte uma revanche frustrada" foi o que relatou o jornal A Noticia de Joinville no dia 20 de abril do ano de 1933, quando o Caxias fez 6x1 no clube paranaense
Era o local de realização de jogos do Caxias Futebol Clube (mandante) e após a fusão com o América Futebol Clube (Santa Catarina) emprestado ao Joinville  Esporte Clube, sendo substituído após a construção da Arena Joinville. Permaneceu sem sediar uma partida de futebol profissional entre 2005 e 2008, quando foi uma das sedes da Divisão de Acesso do Campeonato Catarinense quando o Caxias voltou ao cenário estadual
Durante vários anos, foi sede do time de futebol americano Joinville Panzers, que neste período foi chamado Caxias Panzers

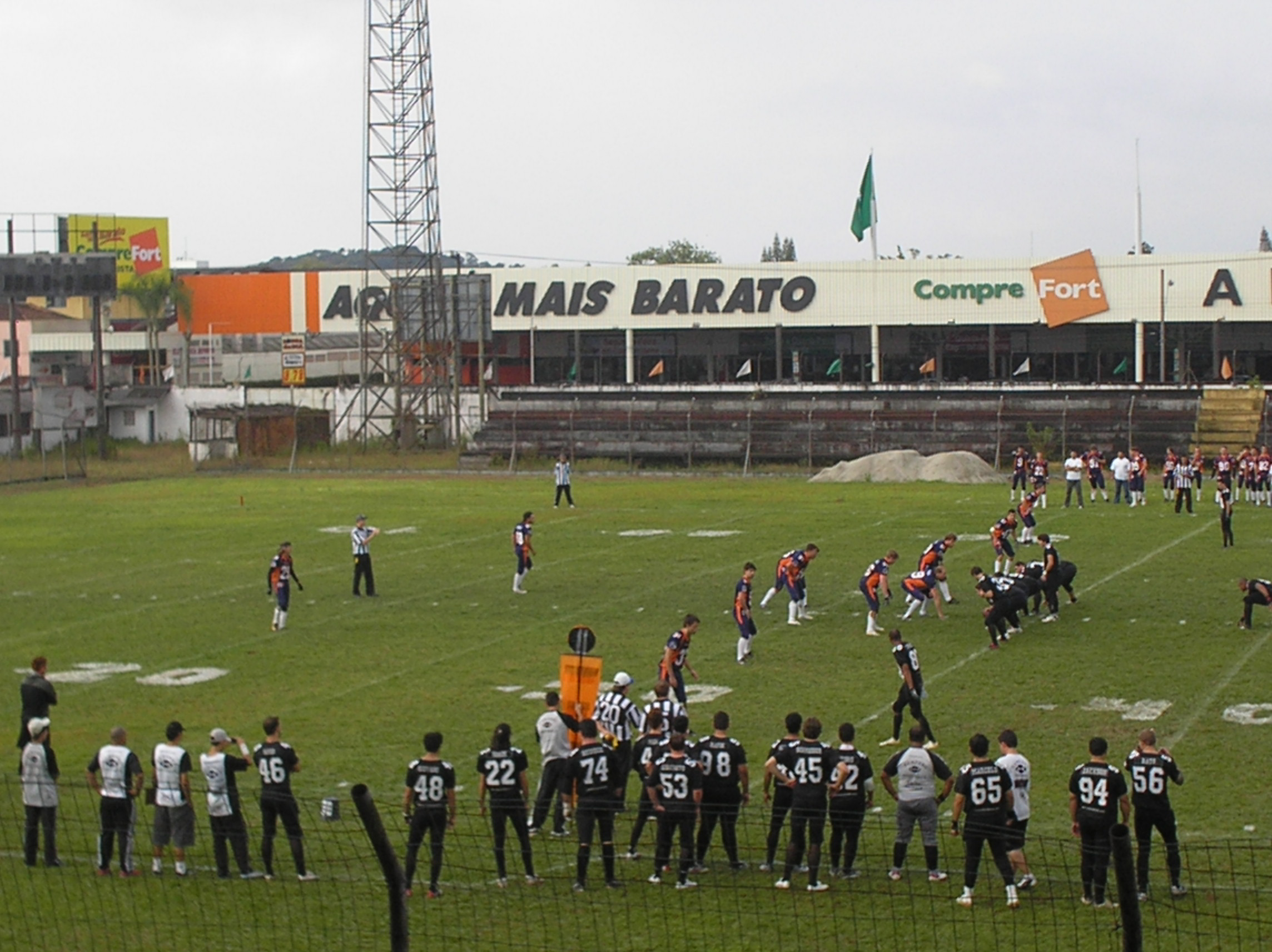
Partida de futebol americano disputada no Ernestão entre Caxias Panzers e Jaraguá Breakers válida pelo Campeonato catarinense.

## Títulos

#### Conquistados pelo Caxias
| TÍTULOS HONORÍFICOS | TÍTULOS HONORÍFICOS                        | TÍTULOS HONORÍFICOS | TÍTULOS HONORÍFICOS                                                     |
| PROFISSIONAIS       | PROFISSIONAIS                              | PROFISSIONAIS       | PROFISSIONAIS                                                           |
|                     | Campetição                                 | Títulos             | Temporadas                                                              |
| ------------------- | ------------------------------------------ | ------------------- | ----------------------------------------------------------------------- |
| Santa Catarina      | Campeonato Catarinense                     | 3                   | 1929, 1954 e 1955                                                       |
| Santa Catarina      | Campeonato Catarinense da segunda divisão  | 1                   | 2002                                                                    |
| Santa Catarina      | Campeonato Catarinense da terceira divisão | 1                   | 2010                                                                    |
| AMADORES            |                                            |                     |                                                                         |
|                     | Campetição                                 | Títulos             | Temporadas                                                              |
|                     | Liga Joinvilense de Futebol                | 12                  | 1935, 1937, 1938, 1939, 1940, 1941, 1944, 1945, 1946, 1954, 1955 e 1996 |

#### Conquistados pelo JEC
|                | Competição                | Títulos | Temporadas                                                             |
| -------------- | ------------------------- | ------- | ---------------------------------------------------------------------- |
| Santa Catarina | Campeonato Catarinense    | 12      | 1976, 1978, 1979, 1980, 1981, 1982, 1983, 1984, 1985, 1987, 2000, 2001 |
| Santa Catarina | Taça Governador do Estado | 3       | 1981, 1982 e 1984                                                      |
|                | Torneio Incentivo         | 1       | 1976                                                                   |
|                | Torneio Osni Fontan       | 1       | 1979                                                                   |